# Lovro Paparić
Lovro Paparić (Rijeka, 5. kolovoza 1999.), hrvatski je vaterpolist. Igra za  VK Primorje. Visok je 195 cm i težak 118 kg. Vaterpolo igra od svoje šeste godine.

## Vanjske poveznice
- Hrvatski vaterpolski savez ǀ U-18 reprezentacija
- Paparić potpisao do 2022.!
- Paparić potpisao novi dvogodišnji ugovor s Primorjem EB
- Lovro Paparić potpisao novi ugovor, stožerni igrač mlade momčadi ostaje još dvije godine u Primorju
- Perspektivni centar Primorja nakon potpisa novoga ugovora: “Da sam otišao, to bih smatrao osobnim neuspjehom”
- Lovro Paparić potpisao na još 2 godine
- Lovro Paparić pozvan na pripreme reprezentacije, veliko priznanje mladom centru Primorja EB